# Andrzej Wajda
Andrzej Witold Wajda (født 6. marts 1926, død 9. oktober 2016) var en polsk filminstruktør.

## Filmografi
- Katyń (2007)
- The Revenge (polsk: Zemsta) (2002)
- Pan Tadeusz (1999)
- Danton (1983)
- Jernmanden (polsk: Człowiek z Żelaza) (1981 – vinder af den Gyldne Palme samme år)
- Dirigenten (polsk: Dyrygent) (1980)
- Marmormanden (polsk: Człowiek z marmuru) (1976)
- Det forjættede land (polsk: Ziemia obiecana) (1975)
- Landskabet efter slaget (polsk: Krajobraz po bitwie) (1970)
- Aske og diamanter (polsk: Popiół i diament) (1958)
- De 63 dage (polsk: Kanał) (1956)
- En generation (polsk: Pokolenie) (1955)